# Scopula adelpharia
Scopula adelpharia är en fjärilsart som beskrevs av Rudolf Püngeler 1894. Scopula adelpharia ingår i släktet Scopula och familjen mätare. Inga underarter finns listade.